# Босівський заказник
Босівський — гідрологічний заказник місцевого значення. Об'єкт розташований на території Лисянського району Черкаської області, село Босівка.
Площа — 22,6 га, статус отриманий у 1979 році.